# 紀元前812年
紀元前812年（きげんぜん812ねん）は、西暦による年。

## 他の紀年法
- 干支 : 己丑
- 中国
  - 周 - 宣王16年
  - 魯 - 懿公4年
  - 斉 - 文公4年
  - 晋 - 献侯11年
  - 秦 - 荘公10年
  - 楚 - 熊徇10年
  - 宋 - 恵公19年
  - 衛 - 武公元年
  - 陳 - 釐公20年
  - 蔡 - 夷侯26年
  - 曹 - 戴伯14年
  - 燕 - 釐侯15年
- 朝鮮
  - 檀紀1522年
- ユダヤ暦 : 2949年 - 2950年
- アッシリア暦 : 3939年
- 人類紀元 : 9189年

## 死去
- 晋の献侯